# Svarfaðardalur

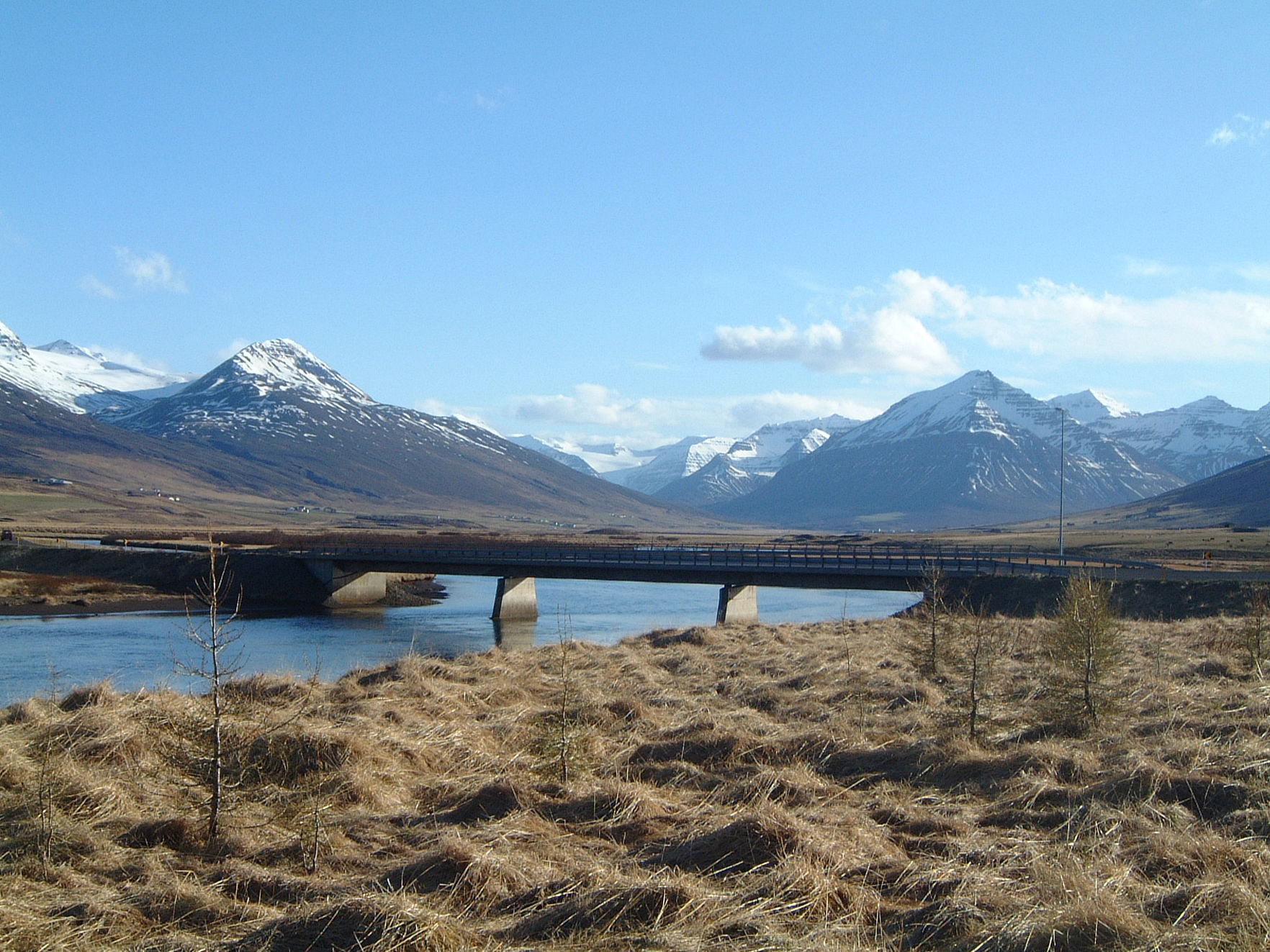
Svarfaðardalur

Svarfaðardalur är en dal i republiken Island.  Den grönskande dalgången slutar vid en glaciär.